# Torneo de Nápoles
El Torneo de Nápoles, oficialmente Tennis Napoli Club, es un torneo oficial de tenis correspondiente al calendario masculino en la categoría ATP Tour 250 que se juega en la ciudad italiana de Nápoles a finales de año. Se juega sobre canchas duras abiertas. El torneo estuvo presente en el calendario de los torneos ATP de 2022 en sustitución del Torneo de San Petersburgo, eliminado del calendario como sanción a Rusia por la invasión rusa de Ucrania.

## Resultados

#### Individual masculino
| Año  | Campeón         | Finalista         | Marcador    |
| ---- | --------------- | ----------------- | ----------- |
| 2022 | Lorenzo Musetti | Matteo Berrettini | 7-6(5), 6-2 |

#### Dobles masculino
| Año  | Campeones                  | Finalistas               | Marcador         |
| ---- | -------------------------- | ------------------------ | ---------------- |
| 2022 | Ivan Dodig Austin Krajicek | Matthew Ebden John Peers | 6-3, 1-6, [10-8] |